# Бетономішалка

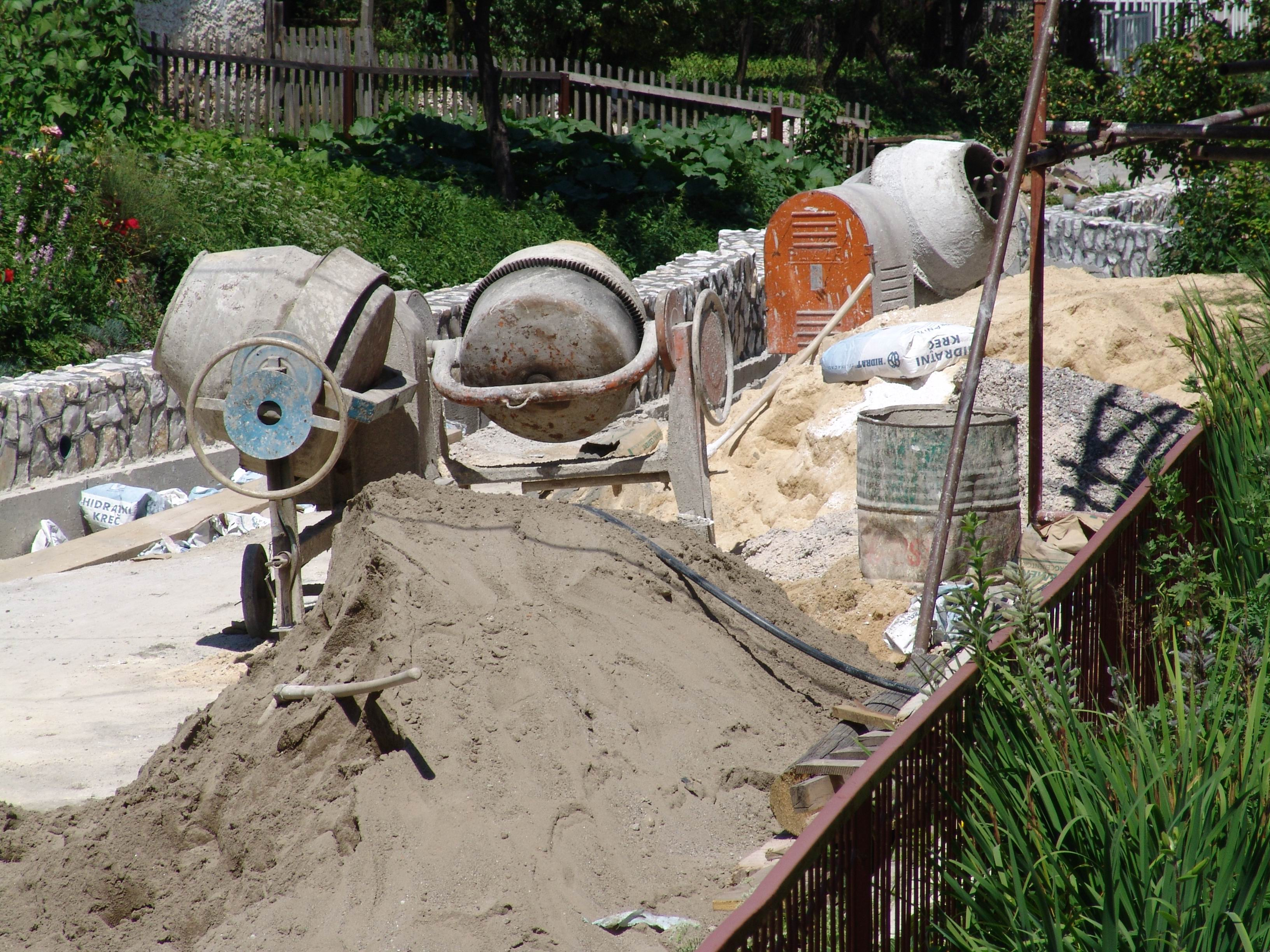
Бетономішалка пересувна

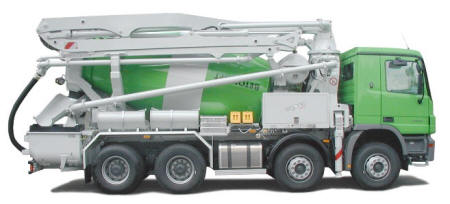
Автомобільна бетономішалка

Бетонозмішувач — бетоноробна машина для готування бетонної суміші механічним змішуванням цементу, води, піску і гравію (або щебеню). Бетономішалки бувають періодичної і безперервної дії, із змішуванням при вільному падінні матеріалів та з примусовим змішуванням, стаціонарні і пересувні. У СРСР серійно випускались: пересувні (місткістю 100—250 л) і стаціонарні (місткістю 425—4500 л), з примусовим змішуванням матеріалів і автобетонозмішувачі (місткістю 3 100 л) для готування бетонної суміші під час руху автомобіля.
Стівен Степанян подав заявку на патент на перший автобетонозмішувач у 1916 році.

## Опис
Бетонозмішувач — будівельна машина, призначена для приготування бетонних сумішей.
За принципом дії розрізняють наступні типи бетонозмішувачів:
- гравітаційні бетонозмішувачі працюють за рахунок принципу гравітаційного падіння суміші (під дією сили тяжіння) в барабані. В такому барабані нерухомо закріплені лопатки, які не дозволяють компонентам ковзати по стінках при обертанні, цим самим і забезпечується перемішування. Гравітаційні бетонозмішувачі застосовуються, в основному, як невеликі пересувні бетономішалки. Їх перевагою є можливість перемішування будь-яких інших сипучих продуктів. Серед бетонозмішувачів гравітаційного типу змішування найбільшим обсягом, які випускаються, явлются зазвичай автобетонозмішувачі, які поєднують функцію транспортування бетонної суміші і її одночасного змішування.
Бетонозмішувачі примусової дії мають нерухомий барабан і робочі лопаті, які обертаються, з допомогою яких і відбувається перемішування. Бетонозмішувач примусового типу дії дозволяє готувати бетонні суміші більш однорідні за складом і більш високої якості. Внаслідок цього примусові бетонозмішувачі застосовуються в основному в складі блоків змішувачів, бетонних вузлів, бетонозаводів. Види робочих органів примусових бетонозмішувачів: тарілчасті, планетарні, турбулентні, горизонтальні (з одним або двома валами). Бувають безперервні і періодичної дії.
Змішувачі діляться також в залежності від розміру заповнювача на два класи. При розмірі фракції твердого наповнювача від 20 до 70 мм — це власне бетонозмішувачі, а машини, які працюють з компонентами менших фракцій, — розчинозмішувачі.
По можливості пересування бетонозмішувачі бувають:
- мобільні бетонозмішувачі;
- стаціонарні — в таких бетоносмесителях велика продуктивність, ніж в мобільних.